# شکافت هسته‌ای

فرایند شکافت هسته‌ای

شکافت هسته‌ای (به انگلیسی: Nuclear fission) فرایندی است که در آن یک اتم سنگین مانند اورانیوم به دو اتم سبک‌تر تبدیل می‌شود. وقتی هسته‌ای با عدد اتمی زیاد شکافته شود، بر پایه فرمول انیشتین، مقداری از جرم آن به انرژی تبدیل می‌شود. از این انرژی در تولید برق (در نیروگاه هسته‌ای) یا تخریب (سلاح‌های هسته‌ای) استفاده می‌شود.
برای ایجاد شکافت هسته‌ای نیاز به بمباران نوترونی است؛ یعنی نوترونی را که سرعت آن (تقریباً) با سرعت نور برابری می‌کند با روش‌هایی مانند استفاده از آبهای سنگین یا سبک کاهش سرعت پیدا کند تا بعد از ناپایدار شدن هسته اتم، اتم تجزیه شود. (در اورانیوم پس از تجزیه عناصر باریم و کریپتون. ۲ یا ۳ عدد نوترون پس داده می‌شود.)
اوتو هان زمانی که قصد داشت از بمباران اورانیوم با نوترون آن را به رادیم تبدیل کند، دریافت که به اتم بسیار کوچک‌تری دست یافته‌است. در تمام واکنش هسته‌ای که تا آن زمان شناخته شده بود تنها ذرات کوچک از هسته جدا می‌شدند اما این بار یک تقسیم بزرگ رخ داده بود. لیزه مایتنر و اوتو رابرت فریش دریافتند که فراوردهٔ این بمباران نوترونی باریم است و جرم هر اتم اورانیم هنگام تبدیل شدن به ذرات کوچک‌تر به اندازهٔ یک پنجم جرم یک پروتون کاهش می‌یابد و این جرم مطابق رابطهٔ انیشتین E=mc² به انرژی تبدیل شده‌ است. به خاطر شباهت این پدیدهٔ تقسیم هسته با تقسیم سلولی مایتنر و فریش آن را شکافت نامیدند. مقالهٔ این یافته در یازدهم فوریه ۱۹۳۹ در نشریهٔ نیچر با عنوان «واکنش هسته‌ای نوع جدید» منتشر شد.
در تصویر اتم اورانیم-۲۳۵ دیده می‌شود که پس از برخورد یک نوترون به ایزوتوپ اورانیوم-۲۳۶ تبدیل شده و به سرعت متلاشی شده و پرتوهای رادیو اکتیو از خود ساطع می‌کند. سپس به دو عنصر باریم-۱۴۱ و کریپتون-۹۲ باریم-۱۴۱ به لانتان-۱۴۱ واپاشی می‌شود و لانتان-۱۴۱ سریم-۱۴۱ و به پرازئودیمیم-۱۴۱ تقسیم شده و به پایداری می‌رسد و کریپتون-۹۲ به روبیدیم-۹۲ واپاشی شده و روبیدیم-۹۲ به استرانسیم-۹۲ و استرانسیم به ایتریم-۹۲ و ایتریم به زیرکونیم-۹۲ می‌رسد و پایدار می‌شود. در ضمن ۲/۵ عدد نوترون دیگر آزاد می‌کند که هر یک موجب شکافت یک هستهٔ اورانیوم دیگر می‌شوند و این واکنش زنجیره‌ای مرتب ادامه پیدا می‌کند.
در سلاح‌های هسته‌ای واکنش زنجیره‌ای بدون کنترل ادامه می‌یابد تا بیش‌ترین انرژی ممکن در لحظه تولید شود. طی این واکنش زنجیره‌ای که در طی چند میلیونیم ثانیه رخ می‌دهد تعداد رویداد شکافت هسته‌ای به سرعت افزایش می‌یابد. در راکتورهای هسته‌ای سرعت نوترون‌ها را با استفاده از مواد کند کننده کاهش می‌دهند تا واکنش زنجیره‌ای کنترل شود.